# 아오쯔디역
아오쯔디역은 가오슝 첩운 홍선의 1역이다.

## 역 구조

### 승강장
| 지면     | 출입구                              | 출입구                                           |
| 지하 1층 | 승강장                              | 출입구                                           |
| 지하 1층 | 승강장                              | 화장실                                           |
| 지하 2층 | 1호 플랫폼                          | ←가오슝 첩운 홍선 샤오강방면（호우이 역）        |
| 지하 2층 | 플랫폼，문의 왼쪽 / 오른쪽 열립니다 |                                                  |
| 지하 2층 | 2호 플랫폼                          | 가오슝 첩운 홍선 남강산방면（가우슝 아레나 역）→ |

## 역 출입구
역의 남쪽 끝에 위치한 출입구1,2，역의 북쪽 끝에 위치한 출입구3,4입니다.

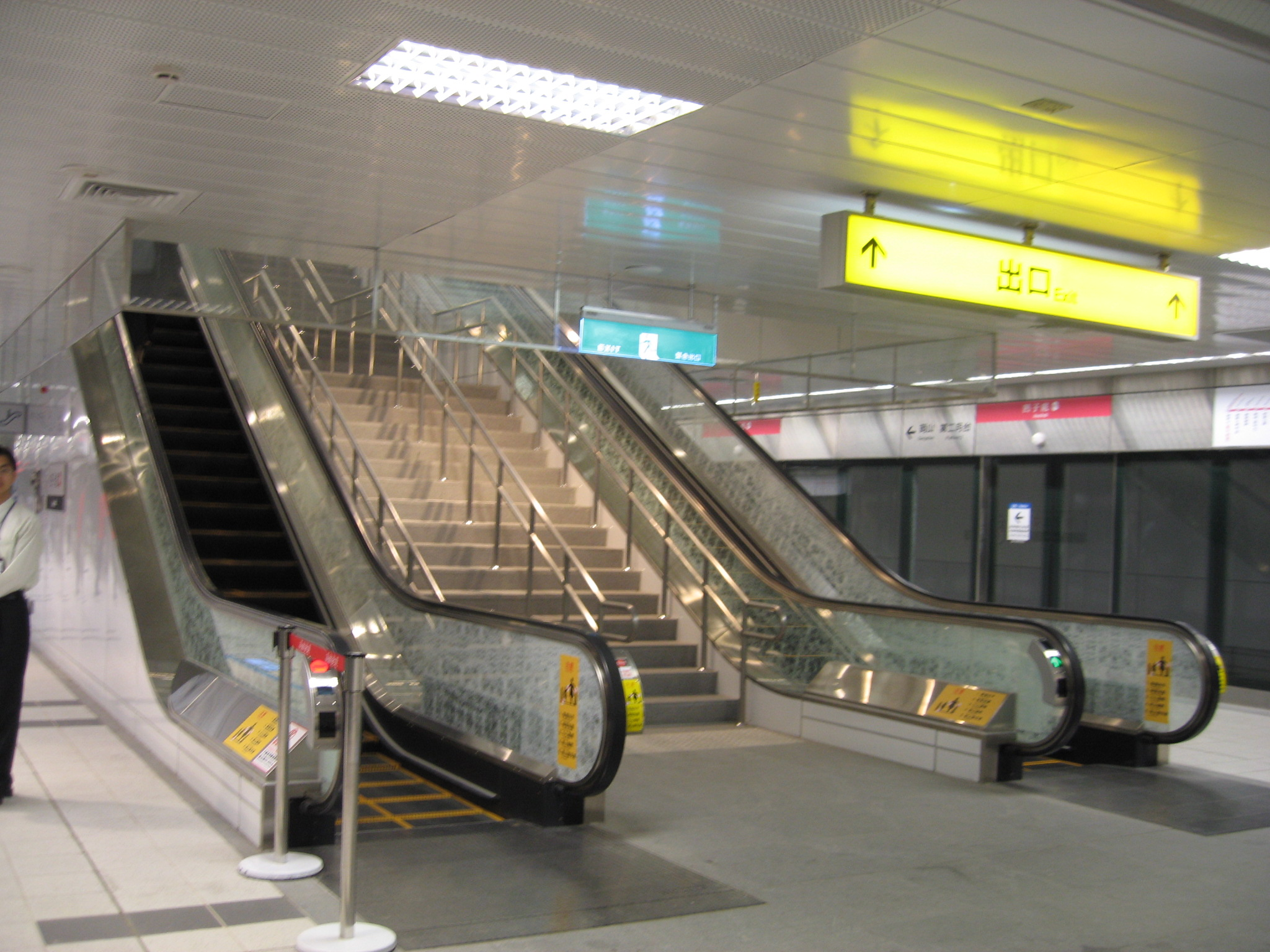
아우찌디 역 승강장

- 출입구1：롱화 초등학교
- 출입구2：붜아이2로
- 출입구3：붜종병원
- 출입구4：고등 법원